# كارل بوند
كارل بوند (بالسويدية: Carl Bonde)‏ هو فارس سباق سويدي، ولد في 28 أبريل 1872 في ستوكهولم في السويد، وتوفي في 13 يونيو 1957 في سوندسفال في السويد.

## وصلات خارجية
- كارل بوند على موقع أوليمبيديا (الإنجليزية)
- كارل بوند على موقع اللجنة الأولمبية السويدية (السويدية)